# آلتا گراسیا
آلتا گراسیا (به اسپانیایی: Alta Gracia) شهری در کشور آرژانتین، استان کوردوبا، آرژانتین است که در سال ۲۰۰۹ میلادی، حدود ۴۲٬۵۳۸ نفر جمعیت داشته است.